# Luci Emili Pap (pretor)
Luci Emili Pap (en llatí Lucius Aemilius Q. F. CN. N. Papus) va ser un magistrat romà. Formava part de la gens Emília, i era de la branca familiar dels Pap, d'origen patrici.
Va ser pretor el 205 aC i va obtenir Sicília com a província. Sota les seves ordres va servir Gai Octavi (tribú militar), el besavi del futur emperador August. Un Luci Emili Pap, que l'any 171 aC era decemvir sacrorum i va morir aquell any, probablement és la mateixa persona.